# Inmortal (canción)
«Inmortal» es el segundo sencillo y la segunda pista del quinto álbum de estudio de La Oreja de Van Gogh,  A las cinco en el Astoria.

## Estreno
La canción se estrenó en la lista de Los 40 principales (España) el 8 de noviembre de 2008, entrando en la posición 32 y el 19 de noviembre se estrenó en la lista de Radio de Promusicae en el puesto 14. 
El sencillo ha sido certificado como Oro en España por descargas legales.

## Acerca de la canción
Habla sobre una relación que ya ha terminado; en todo momento ella recuerda lo vivido con él, como se ve en las frases "yo tengo aquí bajo la cama cada madrugada que la deshicimos" y "tengo en uno de mis rizos el ritmo del tango que siempre bailabas"; él está muy presente en ella, y piensa constantemente en él; como se ve en "después de ti entendí que el tiempo no hace amigos; que corto fue el amor y que largo el olvido" (esto último versionando un verso del vigésimo poema del libro Veinte poemas de amor y una canción desesperada de Pablo Neruda); pero ella guarda aún la esperanza de poder volver. Se hace referencia de nuevo a la ciudad del grupo, San Sebastián, presente en algunas de sus canciones más conocidas (como "El 28", "Soñaré", "La playa", "La chica del gorro azul", "Desde el puerto", "20 de enero" o "Mi vida sin ti"), y que vuelve a recordarse en la frase "tengo aquí bajo mi almohada tu fotografía frente a Santa Clara" refiriéndose a la isla de Santa Clara, que está situada en el centro de la Bahía de La Concha. Se puede definir como pop sesentero con mucho ritmo; también utilizan un coro que ya se usó con anterioridad el grupo: Uh! Shalala que pertenecía a a canción "Soledad" del segundo álbum. Semanas antes del estreno del álbum, se filtró la maqueta de la canción; esta tenía menos arreglos que la versión final y en su estribillo se escuchaba "seré inmortal, porque vivo en tu destino", arreglo que se cambió finalmente para el disco, donde se escucha "seré inmortal porque yo soy tu destino". Según la encuesta realizada en la página oficial del grupo, resulta ser la canción favorita de los fanes del grupo.
En enero del 2011 La Oreja de Van Gogh anuncia en su Twitter que la canción "Inmortal" saldrá en un anuncio de cola cao, el anuncio puede que salga entre febrero y mayo del 2011, rumores apuntan como hicieron con el anuncio de herbal essences puede que sea un spot para adelantar algún sencillo del próximo álbum 2011 de La Oreja de Van Gogh.

## Videoclip
Tras la llegada a Chile, la banda confirmó que grabaría el videoclip a mediados de octubre en la ciudad de Valparaíso. Fue Xabi quien lo confirmó durante una entrevista a Radio Cooperativa, mientras hablaba de la importancia de Chile para La Oreja de Van Gogh. "Le debemos mucho a Chile, tenemos aquí muchísimos amigos, proporcionalmente tenemos incluso más éxito que en España, por los discos vendidos. Es espectacular. Tenemos muchísimos amigos, muchísimas historias, y bueno, nos propusieron la idea y nos encantó. Así podremos llevarnos un recuerdo en forma de videoclip".
"Inmortal es una canción que sobre todo pretende ser divertida, positiva, esperanzadora y alegre. Lo pasamos muy bien grabándola utilizando micros, amplificadores y técnicas especiales para que el sonido recordara a los años 60. Todo es puramente artesanal, incluidas las palmas que, en fin, grabamos todos juntos un viernes por la noche…".
"El videoclip lo en una ciudad mágica que sabe mejor que nadie que el encanto de las cosas se evapora si se trafica con él. Somos seguramente los peores actores del mundo pero esta vez nos reímos tanto que apenas nos dimos cuenta de la grabación. Hasta el sol nos ayudó a que todo fuera genial regalándonos un anochecer en el Océano Pacífico de película… ¡Disfrutadlo!".
El vídeo fue lanzado el 21 de noviembre a través de YouTube en el canal oficial del grupo. Vemos a los chicos de La Oreja por Valparaíso todos con paraguas negros excepto Leire, que lleva uno rojo. Finalmente se ve cómo a cada uno se le escapa el paraguas, viendo finalmente como todos vuelan juntos por los tejados de las casas de la ciudad. Fue filmado el 13 de octubre de 2008.

## Listas
| Lista                              | Mejor posición | Certificación |
| ---------------------------------- | -------------- | ------------- |
| España (Promusicae)                | 10             | Oro           |
| España (Los 40 Principales)        | 8              |               |
| España (Top 20 Airplay)            | 2              |               |
| Costa Rica(Los 40 Principales)     | 19             |               |
| Colombia(Los 40 Principales)       | 12             |               |
| Colombia(TB9)                      | 4              |               |
| México Los 40 Principales del 2009 | 31             |               |

## Trayectoria en listas
| Posición | 32 | 25 | 19 | 17 | 16 | 12 | 10 | 9 | 10 | 9 | 9 | 8 | 12 | 17 | 22 | 21 | 24 | 27 | 28 | 31 | 33 | 37 | 39 | 40 |

| Posición | 14 | 16 | 9 | 10 | 9 | 10 | 5 | 2 | 4 | 3 | 3 | 4 | 10 | 3 | 10 | 3 | 7 | 2 | 2 | 20 | 17 | 11 | 09 | 08 |

- Datos: Q6035108